# فرودگاه محلی اوون ساوند بیلی بیشاپ
فرودگاه محلی اوون ساوند بیلی بیشاپ (به انگلیسی: Owen Sound Billy Bishop Regional Airport) (به زبان بومی: Owen Sound (Billy Bishop) Regional Airport) یک فرودگاه همگانی با کد یاتا YOS است که یک باند فرود آسفالت دارد و طول باند آن ۱٬۱۹۹ متر است. این فرودگاه در کشور کانادا قرار دارد و در ارتفاع ۳۰۷ متری از سطح دریا واقع شده است.